# 18 Scorpii
18 Scorpii, auch bekannt als HR 6060, ist ein etwa 45,7 Lichtjahre von der Sonne entfernter Stern, der sich im nördlichen Teil des Sternbilds Skorpion befindet. Er hat mit der Sonne viele chemische und physikalische Eigenschaften gemeinsam und wird in der Fachsprache daher auch als solar twin (engl. „Sonnenzwilling“) bezeichnet. Aufgrund dieser Ähnlichkeit mit der Sonne glauben einige Wissenschaftler, dass die Aussichten auf Leben in seiner Umgebung gut sind.

## Charakteristika
18 Scorpii ist ein Hauptreihenstern der Spektralklasse G2 Va. Die Metallizität dieses Hauptreihensterns beträgt etwa das 1,05- bis 1,12fache der Metallizität der Sonne.
Laut Lockwood, 2002, zeigt der Stern ein zeitlich sehr ähnliches photometrisches Verhalten wie die Sonne. Jedoch weist der Zyklus der Aktivität (laut Lockwood 2000) von 18 Scorpii eine größere Amplitude auf und die Gesamtaktivität der Chromosphäre ist bedeutend größer als die der Sonne. Dieser hervorragende photometrische Zwilling könnte ein weniger perfekter spektroskopischer Zwilling der Sonne sein.
18 Scorpii ist ein Einzelstern. Zurzeit ist nicht bekannt, ob er Planeten hat. Es besteht eine gute Chance, dass Gasriesen in großer Entfernung um ihn kreisen, wie dies auch im Sonnensystem der Fall ist. Dies würde die Wahrscheinlichkeit des Vorhandenseins innerer terrestrischer Planeten erhöhen.

## Aussichten für Leben
18 Scorpii wurde im September 2003 durch die Astrobiologin Margaret Turnbull von der University of Arizona in Tucson als einer der aussichtsreichsten nahen Kandidaten festgelegt, der Leben beherbergen könnte. Diese Bewertung basierte auf ihrer HabCat-Liste („Catalog of Nearby Habitable Stellar Systems“).